# Panteão (Marvel Comics)
O Panteão é uma organização de heróis presente nas histórias em quadrinhos do Universo Marvel, publicadas pela Marvel Comics.

## Biografia do Grupo
A maioria dos integrantes familiares do Panteão foram reunidos porque eram todos parte de uma família... uma família muito especial que parece ter sido tocado através do capuz de Deus. Agamemnon, o patriarca do clã, afirma ser descendente de uma relação entre um deus e uma mortal. O próprio Panteão é uma organização mundial gigantesca que procura resolver os principais problemas globais em uma tentativa de fazer algo bom pelo mundo. Tendo sua base principal no Monte. O Panteão possui imensos recursos financeiros e agentes por toda parte do globo. A organização tem cientistas de pesquisa que tentam curar o incurável e alojar os órfãos resgatados de países em guerra. Os integrantes do Panteão podem até mesmo ajudar algum país em alguma guerra, desde que eles acreditem que estarão fazendo o certo. O Panteão guarda um segredo terrível, porém. Agamemnon reuniu as “crianças” dele, as “crianças” das “crianças” dele, e centenas de seus descendentes, tudo com "o toque do capuz de Deus".